# Castle Forbes

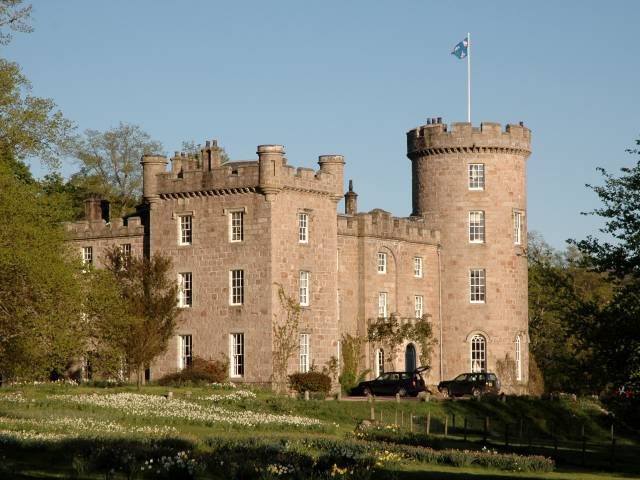
Castle Forbes, Ansicht von Nordwesten

Castle Forbes ist ein schottisches Landschloss (english country house) aus dem 19. Jahrhundert im Stil des Scottish Baronials in der Ortschaft Keig, nordöstlich von Alford in Aberdeenshire. Es ist seit vielen Generationen der Sitz des Oberhaupts des Clans Forbes und seit dem 16. April 1971 als denkmalgeschütztes Bauwerk der Kategorie B in die amtliche Denkmalliste Schottlands eingetragen. Die Außenanlagen wurden 2006 in das Inventory of Gardens and Designed Landscapes in Scotland aufgenommen.

## Geschichte
Das Land, auf dem das heutige Schloss steht, gelangte 1411 an Sir Alexander Forbes. Er erhielt es als Belohnung für seine Beteiligung an der Schlacht von Harlaw, in der er den Regenten Robert Stewart, 1. Duke of Albany gegen Donald MacDonald, Lord of the Isles unterstützte. Im Jahr 1442 kam für ihn die Ernennung zum Lord Forbes hinzu. Ursprünglich hieß das dortige Gebäude Putachie. Von ihm ist bekannt, dass es durch die Gordons einmal in Brand gesteckt und damit zerstört, anschließend aber wieder aufgebaut worden war.

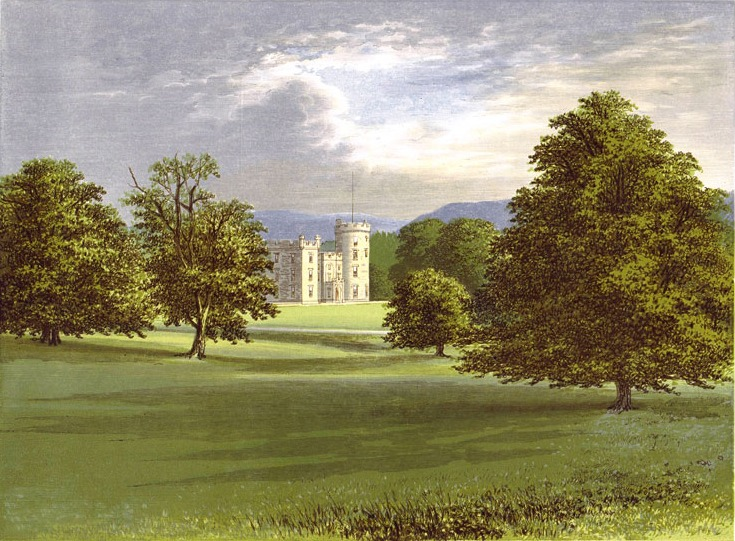
Castles Forbes um 1880

Das heutige Schlossgebäude wurde unter James Ochonar, 17. Lord Forbes erbaut. Er beauftragte den Architekten John Paterson mit den Entwürfen für einen Neubau, von denen Exemplare aus den Jahren 1807 und 1811 erhalten sind. Paterson plante, das neue Gebäude an einem anderen Ort als den vielleicht aus dem 18. Jahrhundert stammenden Vorgänger zu errichten, was dem Bauherrn aber nicht zusagte. Lord Forbes entließ Paterson daraufhin und engagierte anschließend Archibald Simpson. Dessen Pläne sahen vor, das alte Herrenhaus in einen großen Neubau zu integrieren, was auf mehr Gegenliebe bei James Ochonar Forbes stieß. Die Arbeiten zum Neubau begannen 1815, doch schon kurz nach Baubeginn überwarf sich Lord Forbes auch mit seinem zweiten Architekten, weshalb er Simpson ebenfalls aus seinen Diensten entließ und ihn 1815 durch John Smith ersetzte. Unter ihm wurde der Neubau 1821 fertiggestellt. Für diesen hatten ein Garten südlich des bisherigen Gebäudes und ein westlich gelegenes Bowling Green weichen müssen. Ein formaler Garten östlich des Gebäudes wurde als Nutzgarten beibehalten und mit einer Mauer umgeben (walled garden). Zugleich ließ Lord Forbes die Umgebung des Schlosses zu einem Landschaftsgarten umgestalten, der auch den großen Waldbesitz des Anwesens mit einbezog. Die dreiflügelige, fast vollständig geschlossene Anlage wurde später an ihrer Nordostecke verändert, indem der Küchenbau abgerissen wurde. Dadurch entstand ein Hof, der – von einer Mauer abgeschlossen – seither als Garten genutzt wird.
Heute bewohnt Malcolm Forbes, 23. Lord Forbes, mit seiner Ehefrau Jinny das Anwesen. Das Paar betreibt dort ein Hotel und bietet Gelegenheiten zum Angeln. In der Umgebung kann Golf gespielt werden. 1998 wurde ein Nebengebäude zu einer Parfümerie umgebaut, in der die Schlossherrin exklusive Düfte und Produkte für die Männerrasur herstellt. im Juli bis August 2012 wurden bei einer Ausgrabung auf dem Schlossareal Reste einer alten Straße aus dem 18. Jahrhundert untersucht, die Castle Forbes mit Druminnor Castle, dem vorherigen Stammsitz der Forbes-Familie in Auchindoir and Kearn, verband.

## Beschreibung

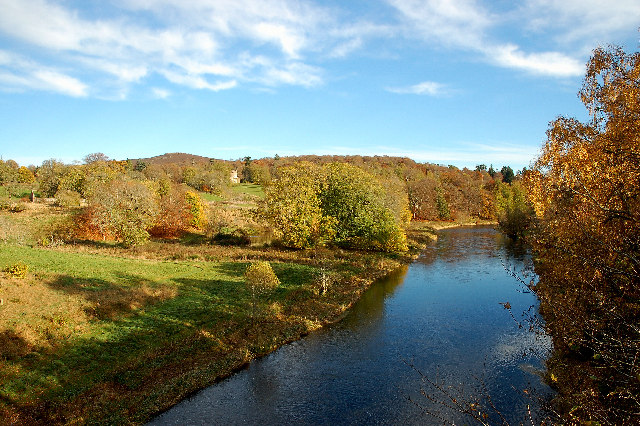
Der River Don durchfließt den Schlosspark

Castles Forbes steht im Howe of Alford, auch Vale of Alford (deutsch Tal von Alford) genannt, einem fruchtbaren Tal entlang des River Don, am linken Ufer des Flusses, der den südlichen Bereich des 6000 Acres (über 2400 Hektar) großen Schlossbesitzes durchfließt. Nordöstlich des Hauptgebäudes erhebt sich der 528 Meter hohe Bennachie.
Die Zufahrt zum Schloss beginnt südwestlich des Hauptgebäudes und führt über die Bridge of Keig über den River Don. Die Brücke ließ der 17. Lord Forbes zeitgleich mit dem Neubau des Schlosses nach Entwürfen des Ingenieurs Thomas Telford errichten. Sie besteht aus einem einzigen 101 Fuß (30,8 Meter) breiten Bogen und wurde aus Granitblöcken gebaut. Die Brücke steht seit dem 16. April 1971 als Einzelbauwerk der Kategorie A unter Denkmalschutz.
Das Herrenhaus ist ein zweiflügeliger Bau mit drei Geschossen, dessen Mauerwerk aus hellen Granitquadern besteht. Dominierendes Element des Gebäudes ist an der Südwest-Ecke ein viergeschossiger Rundturm mit Zinnenkranz. An der Südseite sind noch deutlich die Reste des in das Gebäude integrierten Vorgängerbaus sichtbar. Dem Haupteingang an der Westseite ist ein eingeschossiger Vorbau vorgesetzt, dessen Dach mit zinnenbewehrter Brüstung zugleich als Balkon dient.
Eine schmale Holzbrücke über einen kleinen Bach führt vom Herrenhaus zur nordöstlich davon stehenden ehemaligen Molkerei des Schlosses, die etwa aus der Zeit von 1815 bis 1820 stammt und später zu einem Vorratshaus für erjagtes Wild umfunktioniert wurde. Seit 1998 dient der Bau nun als eine kleine Parfümerie. Er besteht aus einer zentralen, zweigeschossigen Rotunde mit Zinnenkranz, der sich drei kurze, eingeschossige Seitenflügel mit Stufengiebeln anschließen. Auf diese Weise besitzt das Gebäude einen Y-förmigen Grundriss. Es wurde gleichzeitig mit dem Hauptgebäude im April 1971 als Denkmal der Kategorie B geschützt.
Weitere Gebäude, die zur Schlossanlage zählen, sind der Wirtschaftshof des Anwesens nördlich des Herrenhauses und der heute ungenutzte Hundezwinger aus dem 19. Jahrhundert, der noch etwas weiter nördlich liegt. Weitere Gebäude auf dem Schlossareal sind unter anderem ein Sommerhaus und die Ruine einer kleinen Kirche samt dazugehörigem Friedhof südwestlich des Haupthauses.
Schlossgarten und -park erhielten ihre Form im 17. bis 19. Jahrhundert. Ältester Teil sind die Reste des walled garden mit einer Sonnenuhr östlich des Herrenhauses. Die meisten Elemente des Parks stammen jedoch aus dem 19. Jahrhundert, so zum Beispiel ein Zierteich mit zwei kleinen Inseln südlich der Kirchenruine und einige alte Solitärbäume wie ein großer Maulbeerbaum und ein Riesenmammutbaum. Weitere im Park und Wald vorkommende Baumarten sind zum Beispiel Zerreichen, Rosskastanien, Linden, Buchen und Ulmen.
Es gibt auf dem Schlossgelände außerdem einen prähistorischen Steinkreis aus der Zeit um 3000 v. Chr., bei dem heutzutage Bestattungen durchgeführt werden.